# L'Effrontée
Pour plus de détails, voir Fiche technique et Distribution.
L'Effrontée est une comédie dramatique française réalisée en 1985 par Claude Miller.

## Synopsis
Ce film traite des élans du cœur, illusions, déceptions des rêves et des premières désillusions de Charlotte, une adolescente de treize ans, maladroite et secrète. Elle va rencontrer une jeune fille de son âge, la jeune pianiste Clara Bauman, qui s'apprête à jouer en public le Concerto pour piano no 2 de Mendelssohn, et tenter de gagner son amitié.

## Fiche technique
- Titre : L'Effrontée
- Réalisation : Claude Miller, assisté de Bruno Herbulot et Claude Othnin-Girard
- Scénario : Claude Miller, Luc Béraud, Bernard Stora et Annie Miller
- Photographie : Dominique Chapuis
- Son : Paul Lainé et Gérard Lamps, assisté par Claudine Nougaret
- Musique : Alain Jomy
- Montage : Albert Jurgenson
- Casting : Dominique Besnehard
- Costumes : Jacqueline Bouchard
- Production : Marie-Laure Reyre
- Sociétés de production : Oliane Productions, Films A2, Téléma
- Société de distribution : UGC
- Pays de production :  France
- Langue originale : français
- Format : couleur — 35 mm — 1,66:1 — son Dolby
- Genre : comédie dramatique
- Durée : 96 minutes
- Date de sortie :
  - France : 11 décembre 1985

## Distribution
- Charlotte Gainsbourg : Charlotte Castang
- Bernadette Lafont : Léone
- Jean-Claude Brialy : Sam, l'impresario de Clara
- Julie Glenn : Lulu
- Clothilde Baudon : Clara Bauman, la jeune pianiste prodige
- Jean-Philippe Écoffey : Jean
- Raoul Billerey : Antoine Castang, le père de Charlotte
- Simon de La Brosse : Jacky Castang
- Richard Guerry : Franck, le professeur de musique
- Louisa Shafa : la femme du vestiaire
- Cédric Liddell : Pierre-Alain Galabert
- Daniel Chevalier : le professeur du lycée
- Philippe Baronnet : le professeur de gymnastique
- Chantal Banlier : la serveuse du Perroquet
- Armand Barbault : le patron du Perroquet

## Distinctions
- Prix Louis-Delluc 1985
- César du cinéma 1986 : 
  - César de la meilleure actrice dans un second rôle pour Bernadette Lafont
  - César du meilleur espoir féminin pour Charlotte Gainsbourg
  - Nomination au César du meilleur réalisateur pour Claude Miller
  - Nomination au César du meilleur film
  - Nomination au César du meilleur espoir masculin pour Jean-Philippe Écoffey
  - Nomination au César du meilleur scénario original ou adaptation pour Annie Miller, Luc Béraud, Bernard Stora, Claude Miller
  - Nomination au César des meilleurs costumes pour Jacqueline Bouchard
  - Nomination au César du meilleur son pour Paul Lainé et Gérard Lamps

## Autour du film
- D'après Claude Miller, L'Effrontée est un scénario original écrit à partir de souvenirs personnels, de souvenirs de sa femme et de diverses lectures. Toutefois, les héritiers de la romancière Carson McCullers y ont reconnu des éléments du roman Frankie Addams et ont intenté un procès au réalisateur[1].
- D'après Télérama, c'est un des meilleurs films de Claude Miller, parce qu'il a su rendre « la lente valse-hésitation des sentiments [...] » propre à l'adolescence[2].
- Le film est dédié aux parents de Claude Miller[3],[4].
- Charlotte Gainsbourg a été repérée par Annie Miller, coscénariste de L'Effrontée, dans le film Paroles et musique d'Elie Chouraqui[5]. Un jour Claude Miller est allé la voir en pension au collège Beau Soleil à Villars-sur-Ollon en Suisse alors qu'elle s'y trouve depuis plusieurs mois, pour lui proposer de tourner dans L'Effrontée[6].
- Le tournage s'est déroulé notamment dans la commune des Mureaux pour la maison familiale, à Publier pour la villa au bord du lac Léman, au théâtre Charles-Dullin et dans un café situé à l'angle de la rue Nicolas Parent et de la rue Molière à Chambéry[7],[8],[9], ainsi que dans la gare d'Évian-les-Bains.
- L'un des night-clubs visibles dans le film s'appelle « Roule Roule » (14e minute). Ce nom sera repris neuf ans plus tard pour l'enseigne du stand que tient Richard Bohringer dans Le Sourire.